# Christian Solinas
Christian Solinas (ur. 2 grudnia 1976 w Cagliari) – włoski polityk i samorządowiec, senator XVIII kadencji, w latach 2019–2024 prezydent Sardynii.

## Życiorys
W 2018 ukończył studia prawnicze na Uniwersytecie w Sassari. Wcześniej w jego życiorysie wskazywano dyplom ukończenia uczelni „Leibniz Business Institute”, nieuznawanej przez właściwe organy administracji publicznej. W latach 2004–2008 pełnił funkcję przewodniczącego Ersu, regionalnej instytucji z siedzibą w Cagliari zajmującej się kwestiami studiów.
Działacz regionalnego ugrupowania Partito Sardo d’Azione, w 2015 stanął na czele tej formacji. W 2009 został radnym regionalnym, objął stanowisko asesora do spraw transportu w rządzie Sardynii. W 2014 utrzymał mandat radnego na kolejną kadencję.
W 2018 z poparciem Ligi Północnej wybrano w skład Senatu XVIII kadencji. W 2019 był kandydatem koalicji ugrupowań prawicy i centroprawicy na urząd prezydenta Sardynii, uzyskując wybór na to stanowisko. Nie kandydował na to stanowisko w kolejnych wyborach w 2024.